# 川勝久
川勝 久（かわかつ ひさし、1931年1月18日 - ）は、日本の社会心理学者、ビジネス書の翻訳家、文筆家。
産業能率短期大学講師、助教授、教授をへて、淑徳大学国際コミュニケーション学部教授。

## 来歴・人物
名古屋市生まれ。
1953年一橋大学社会学部社会学科卒業。東京放送（TBS。現・TBSホールディングス / TBSテレビ・TBSラジオ）に入社し、CM部長、営業促進部長、調査部長等を歴任した。このころより、海外ビジネス書の翻訳、ビジネス書の執筆に携わる。
1985年、NPO法人知的生産の技術研究会で講師を務めた。一橋大学大学院修士課程修了、1985年退職。
1980年から2002年にかけてホノルルマラソン協会スペシャル・アドバイザーを務めた。

## 著書
- 『広告の心理 説得の心理学入門』（ダヴィッド社） 1961
- 『CMの世界 目と耳への挑戦』（ダイヤモンド社） 1964
- 『マスコミ広告入門』（ダヴィッド社） 1966
- 『説得の心理技術』（誠文堂新光社） 1967
- 『コミュニケーションの心理技術』（誠文堂新光社） 1968
- 『情報整理学 集める・捨てる・活かす技術』（ダイヤモンド社） 1970
- 『情報活用学 企業戦略に生かした56のケース』（ダイヤモンド社） 1972
- 『ニュー・ライフスタイル社会への発想法』（誠文堂新光社） 1973
- 『新広告の心理』（ダヴィッド社） 1974
- 『情報の整理・活用101の法則 仕事上手になるためのノーハウ集』（日本実業出版社） 1975
- 『自分の時間を創りだす法 生活のムリ・ムダ・ムラ追放100のポイント』（ダイヤモンド社） 1976
- 『知的表現の方法 伝えあい能力を伸ばすために』（産業能率短期大学出版部） 1978
- 『ライフ・スタイルのつくり方 ちょっと頭をつかって知的人生を』（講談社） 1978
- 『ニュー・ライフスタイル発想法』（日本コンサルタント・グループ） 1979
- 『ライフ・パワーを身につける 人生を活性化し,不安定の時代を生き抜くために』（講談社） 1979
- 『ケース別実戦的ライフ・プラン 乱気流時代を確実に生きる』（学習研究社） 1980
- 『実戦的ライフ・プラン ケース別乱気流時代を確実に生きる』（学習研究社） 1980
- 『情報型人間 乱気流時代に勝つ精鋭社員の育て方』（徳間書店） 1980
- 『応用自在説得の技術 心をつかみ、人を動かす14章』（PHP研究所） 1982
- 『頭の引き出し整理術 自分の思考・学習・企画スタイルをつかむ』（ダイヤモンド社） 1983
- 『自分の「頭脳」をフル回転させる法』（日本経営指導センター） 1983
- 『新・情報整理学 集める・捨てる・活かす技術』（ダイヤモンド社） 1985
- 『企業内プロフェッショナル』（講談社） 1986
- 『新マスコミ広告入門』（ダヴィッド社、1986年
- 『ビジネス能力チェックリスト 君の長所と短所が浮きぼりになる』（産業能率大学出版部） 1986
- 『ライフマネーを創り出す法』（実業之日本社） 1986
- 『マーケティング調査が教える好感度サービス学 人をひきつける新・成功法則』（大和出版） 1987
- 『必ずyesといわせる企画表現(プレゼンテーション)の技術 読む・書く・話す・聞くシステマティック・コンセプト83項』（大和出版） 1988
- 『企画力人間になれる本 「アイデアの芽」を潰さず・育てて・モノにする技術』（大和出版） 1989
- 『お客さまを満足させる本 サービス競争時代を勝ち抜くカストマー・サービスのすべて』（信和通信社企画・編集、産能大学出版部） 1991
- 『情報過多社会への挑戦 情報(メディア・環境・活動)論』（ダヴィッド社） 1992
- 『ホノルルマラソン・ストーリー 夢を実現させた人たち』（PHPパブリッシング） 2008

### 共編著
- 『広告文案ハンドブック』（編著、ダヴィッド社） 1961
- 『放送広告マニュアル』（久保田了平, 上村忠共著、ダイヤモンド社） 1965
- 『流行とマーケティング』（村田昭治共編、ダイヤモンド社） 1969
- 『発想の発想法』（竹村之宏共著、日本コンサルタント・グループ） 1979
- 『生きるにも技術がいる 人生工学の発想』（竹村之宏共著、講談社） 1981
- 『発想の技術・創造の技術 誰でもクリエイティブになれる』（F・F・マウザー共著、PHP研究所） 1982
- 『マイコン情報整理学』（西順一郎共著、ダイヤモンド社） 1982
- 『マーケティングのことがわかる本 より多く売るための工夫のすべて』（榎本宏共著、日本実業出版社） 1982
- 『サービス商売繁昌法』（ラルフ・フック共著、実業之日本社） 1983
- 『企画型生活者のすすめ ヒト・情報・時間をオーガナイズして人生を2倍楽しむ法』（ハロルド・テイラー共著、ダイヤモンド社） 1986
- 『広告のことがわかる本 広告主必携手帖』（信和通信社企画・編集、上畑武志共著、産業能率大学出版部） 1989
- 『潜在能力発想法 アイデアがどんどん湧いてくる 未開発能力を引き出す創造力の高め方』（竹村之宏共著、HBJ出版局） 1990
- 『21世紀の情報生活入門』（ロバート・ギャリティ共著、産能大学出版部） 1995
- 『新しいマーケティングがわかる本 売れない時代により多く売るための工夫のすべて』（榎本宏共著、産能大学出版部） 1996

## 翻訳
- 『経営の心理学』（ハロルド・J・リービット、石川弘義, 滝島英男共訳、法政大学出版局） 1960
- 『芸術・科学の創造性』（R・E・ミューラー、ダヴィッド社） 1965
- 『コピーライター 告白的コピー作法の秘訣』（J・E・マシューズ、ダイヤモンド社） 1966
- 『なぜ聞いてくれないのか 人を動かすコミュニケーション』（R・E・ムーア、ダイヤモンド社） 1969
- 『ビッグアイデアへの挑戦 着想・行動力が生んだ繁栄物語』（スタンリー・アーノルド、中山重男共訳、実務教育出版） 1969
- 『直感と説得のセールス "売る気・買う気"をどう引き出すか』（R・A・ホイットニー, T・ハビン, J・D・マーフィー、ダイヤモンド社） 1972
- 『ミスマーケティング』（トーマス・L・バーグ、村田昭治共訳、マネジメントセンター） 1973
- 『知的サービスのマーケティング その売り・買いのノウハウ』（A・ウィルソン、ダイヤモンド社） 1976
- 『タイム・マネジメント グズグズ時間を追放する法』（E・C・ブリス、日本能率協会） 1977
- 『仕事中毒を治す法 怠惰の哲学』（ウェイン・E・オーツ、産業能率大学出版部） 1979
- 『自分のベストを引き出す法』（D・ビスコット、ダイヤモンド社） 1979
- 『世界ランキング百科』（ヘロン・ハウス編集部編、訳編、プレジデント社） 1979
- 『知性の磨き方』（アービー・M・デール、産業能率大学出版部） 1979
- 『ライフワーク実践ノート 1日10分でやれる自己革新』（F・D・コーデル, G・R・ギーブラー、日本能率協会） 1979
- 『自分のカラを打ち破る法 積極人間へのライフプラン』（デビッド・C・プロッサー、産業能率大学出版部） 1980
- 『知的シゴトロジー12章 "きれる男"はなぜ仕事が速いか』（M・ルボーフ、ダイヤモンド社） 1980
- 『交渉の駆け引き・根回し・まとめ方 決定版』（ハーブ・コーエン、三笠書房） 1981、のち改題『交渉ごとに強くなる法』（知的生きかた文庫）
- 『交渉力 人を動かし、自分を伸ばす』（ジョン・イリッチ、三笠書房） 1981、のち知的生きかた文庫
- 『上手なビジネス時間の活かし方』（ジム・デビッドソン、竹村之宏共訳、日本能率協会） 1981
- 『ジョン・レノン 愛の遺言』（ジョン・レノン, オノ・ヨーコ、講談社） 1981
- 『人生を楽しむ知的時間の活用法 創造的サボリのすすめ』（フリーダ・ポラート、産業能率大学出版部） 1981
- 『スランプをつくらない生きかた』（ハーバート・フロイデンバーガー、三笠書房） 1981
- 『知的発想法=イメージニアリング 想像から創造への技術』（M・ルボーフ、ダイヤモンド社） 1981
- 『上司・同僚・部下とのつきあいかた』（レイモンド・ブランク、三笠書房） 1982
- 『説得力がつく! 決定版』（ジェリー・リチャードソン、三笠書房） 1982
- 『創造力 決定版』（ロバート・W・オルソン、三笠書房） 1982
- 『英国流交渉力 最も賢くずるくしぶとい駆引の秘訣』（ジョン・ウィンクラー、プレジデント社） 1983
- 『気くばりで人は動かせる』（スコット・ウィット、三笠書房） 1983
- 『万物寿命事典 ブラックホールから流行まで』（フランク・ケンディッグ, リチャード・ハットン、松野弘共訳、講談社ブルーバックス） 1983
- 『お待ち講座 クリエイティブ・ウェイティングのすすめ』（E・ロウ、ダイヤモンド社） 1984
- 『人生を動かす魔術』（D・J・シュワルツ、三笠書房） 1984
- 『武士道 「気」の心理術』（デービッド・ロジャーズ、ティビーエス・ブリタニカ） 1985
- 『1分間コミュニケーション 人を動かす3つの原理』（ミロ・O・フランク、ダイヤモンド社） 1986
- 『プレゼンテーション必勝テクニック』（ジョン・メイ、プレジデント社） 1986
- 『マーケティングチェックリスト 変化対応戦略成功の秘訣』（A・ウィルソン、松野弘共訳、プレジデント社） 1986
- 『Why work 新世代人のモチベーションとリーダーシップ』（M・マコビー、ダイヤモンド社） 1989
- 『古今の名将に学ぶ経営戦略』（デービッド・ロジャース、松野弘共訳、ティビーエス・ブリタニカ） 1989
- 『1分間マネジャーの時間管理 部下のモンキーは部下に背負わさせろ!』（ケネス・ブランチャード, ハル・バローズ Jr., オンケン・ウィリアム、浅見広子共訳、ダイヤモンド社） 1990
- 『戦略としての会議運営術 すべての会議はあなたのためにある』（ジョージ・D・キーファー、ティビーエス・ブリタニカ） 1990
- 『あなたもイノベーターになれる 時代を読み自己実現の秘訣をつかむ』（デニス・ウェイトリー, ロバート・タッカー、ダイヤモンド社） 1991
- 『1分間マネジャーのチームワーク 高い業績を上げるチーム作り』（ケネス・ブランチャード, ユーニス・P・カリュー,ドナルド・カリュー、浅見広子共訳、ダイヤモンド社） 1992
- 『それは私の担当ではありません! サービスに革命を起こせ』（ピーター・グレン、門田美鈴共訳 ダイヤモンド社） 1992
- 『笑うビジネスマン アメリカン・ユーモアの極意』（マルコム・クッシュナー、ティビーエス・ブリタニカ） 1992
- 『必ずイエスと言わせる交渉力 決定版』（ジョン・イリッチ、三笠書房） 1993
- 『超マーフィーの法則』（ポール・ディクソン、産能大学出版部） 1994
- 『W.B.ワーザーのひるむな、上司!』（ウイリアム・B・ワーザー、三笠書房） 1995
- 『サイバーマーケティング ディジタル・メディア時代のマーケティング戦略』（レン・キーラー、産能大学出版部） 1996
- 『24時間をどう使うか!』（メリル・E・ダグラス、三笠書房、知的生きかた文庫） 1999
- 『できる上司の「実践」66の黄金律!』（ウィリアム・B・ワーザー、三笠書房） 2000
- 『FBIアカデミーで教える心理交渉術 どこでも使える究極の技法』（ハーブ・コーエン、日本経済新聞出版社） 2008、のち文庫
- 『「ダラダラ癖」から抜け出すための10の法則 集中力を最高にする時間管理のテクニック』（メリル・E・ダグラス, ドナ・N・ダグラス、日本経済新聞出版社） 2012
- 『会社と上司のせいで燃え尽きない10の方法 「バリバリな人」ほど失いやすい生き方のバランス』（ハーバート・フロイデンバーガー、日本経済新聞出版社） 2014